# راكورا تي
راكورا تي Rakura Tea علامة تجارية للشاي، تنتجه شركة هيمال تي إندستريز، تأسست عام 1973، وأصدرت هذه العلامة عام 2012.
شعار الشركة «شراب صحي» Drink Health ويشير إلى جودة الشاي.
وتعتبر شركة هيما لتي إندستريز من أقدم شركات الشاي في  نيبال.